# Leo Putz
Leo Putz (født 18. juni 1869 i Merano, død 21. juli 1940 sammesteds) var en tyrolsk maler. Hans arbejde omfatter Art Nouveau, Impressionisme og den begyndende ekspressionisme. Figurer, nøgenmodeller og landskaber er hans fremherskende emner.

## Biografi
Hans far, Karl Putz, var borgmester i Merano. Han begyndte sine studier i en alder af seksten på kunstakademiet i München, hvor han studerede med maleren Gabriel von Hackl. Overbevist om, at han havde et stort talent, sendte faderen ham til Académie Julian i Paris. Efter militærtjeneste vendte han tilbage til München og studerede hos Paul Hoecker. Han åbnede sit første atelier i 1897. Samme år blev han medlem af kunstnersammenslutningen Münchener Secession. Han arbejdede på ugemagasinet Jugend, og mange af hans malerier blev gengivet på bladets forside. I denne periode arbejdede han også som en kommerciel kunstner og producerede mange plakater i Art Nouveau-stil og reklameskilte for Moderne Galerie München.
Staatsgalerie Dresden og Neue Königliche Pinakothek erhvervede mange af hans værker i 1903. Han blev æresborger i Bayern i 1909; en forudsætning for at blive professor, hvilket han blev samme år. Mellem 1909 og 1914 tilbragte han sine somre på Schloss Hartmannsberg nær Chiemgau for at arbejde med plein-air maleri. Mens han var der, underviste han flere studerende, blandt dem den amerikanske kunstner Edward Cucuel. Det var også der, at han skabte sine bedst kendte værker; to serier kendt som "Båd Billeder" og "Badende". I begge serier fokuserede han på at fremstille smukke, unge kvinder, hvilket er en fremtrædende kendetegn i hans tidligere arbejder. I 1913 giftede han sig med landskabsmaleren Frieda Blell. Han flyttede til Gauting i 1922, hvor han byggede sig et hus, som han finansierede ved at sælge sine malerier for byggematerialer.

### Til Brasilien og tilbage
Putz og hans familie havde accepteret en invitation til at flytte til Brasilien i 1929. På anmodning af Lúcio Costa, tog han et professorat ved Escola Nacional de Belas Artes i 1931. Der holdt han forelæsninger om komposition og tog flere studerende, herunder landskabsarkitekt Roberto Burle Marx. Under opholdet udviklede han en mere tropisk smag i sine farver, og de for ham eksotiske planter i Brasilien blev et yndet motiv. Han vil ofte rejse til afsides områder på muldyr i søgen efter inspiration. Han vendte tilbage til Tyskland i 1933. Et udvalg af hans sydamerikanske værker var fokus på en udstilling i München i 1935.
Han blev en kritiker af nazismen og hans kunst blev af naziregimet stemplet som "degenereret" ("entarte"). Fra 1936 blev han gentagne gange afhørt af Gestapo og var tvunget til at flygte tilbage til sin hjemegn, sydtyrol. I 1937 blev han officielt udelukket fra at arbejde i Tyskland. Resten af sit liv koncentrerede han sig om at male slotte, landsbyer og landskaber.
Han døde i 1940 efter en operation. Nyheden om hans død blev undertrykt i Italien og Tyskland, og han blev begravet i stilhed i Gauting.

## Galleri
- Hinter den Kulissen (1905)
- Nudes (1909)
- Im Sonnenlicht (ca. 1921)
- Mein Garten (Gauting) (1926)

## Eksterne links
- Litteratur af og om Leo Putz i det tyske nationalbiblioteks katalog
- Leo Putz: Minder fra Troperne Arkiveret 27. september 2020 hos  Wayback Machine